# Yaraslava Paulovich
Yaraslava Anatoleuna Paulovich –en bielorruso, Яраслава Анатолеўна Паўловіч– (Pinsk, URSS, 2 de noviembre de 1969) es una deportista bielorrusa que compitió en remo como timonel.
Participó en los Juegos Olímpicos de Atlanta 1996, obteniendo una medalla de bronce en la prueba de ocho con timonel. Ganó dos medallas de plata en el Campeonato Europeo de Remo, en los años 2009 y 2011.

## Palmarés internacional
| Juegos Olímpicos   | Juegos Olímpicos         | Juegos Olímpicos  | Juegos Olímpicos |
| Año                | Lugar                    | Medalla           | Prueba           |
| ------------------ | ------------------------ | ----------------- | ---------------- |
| 1996               | Atlanta (Estados Unidos) | Medalla de bronce | Ocho con timonel |
| Campeonato Europeo |                          |                   |                  |
| Año                | Lugar                    | Medalla           | Prueba           |
| 2009               | Brest (Bielorrusia)      | Medalla de plata  | Ocho con timonel |
| 2011               | Plovdiv (Bulgaria)       | Medalla de plata  | Ocho con timonel |